# هربرت امت
هربرت امت (انگلیسی: Herbert Emmett؛ زادهٔ) بازیکن فوتبال اهل بریتانیا است.